# اوراشیه (واروارین)
اوراشیه (به صربی: Orašje) یک منطقهٔ مسکونی در صربستان است که در ورورین واقع شده‌است. اوراشیه ۶۹۸ نفر جمعیت دارد.